# 第41回トロント国際映画祭
第41回トロント国際映画祭は2016年9月8日から18日まで開催された。2016年7月26日に映画祭での上映予定作品が発表された。

## プログラム
以下の映画が選出されている:

### ガラ・プレゼンテーション
- 『怪物はささやく』 - J・A・バヨナ
- 『メッセージ』 - ドゥニ・ヴィルヌーヴ
- 『バーニング・オーシャン』 - ピーター・バーグ
- 『スウィート17モンスター』 - ケリー・フレモン・クレイグ
- 『ファミリー・マン ある父の決断』 - マーク・ウィリアムズ
- The Journey is the Destination - ブロンウェン・ヒューズ
- JT + The Tennessee Kids - ジョナサン・デミ
- 『LBJ ケネディの意志を継いだ男』 - ロブ・ライナー
- 『ラビング 愛という名前のふたり』 - ジェフ・ニコルズ
- 『マグニフィセント・セブン』 - アントワーン・フークア
- 『嘘はフィクサーのはじまり』 - ヨセフ・シダー
- 『プラネタリウム』 - レベッカ・ズロトヴスキ
- 『THE PROMISE/君への誓い』 - テリー・ジョージ
- 『奇跡のチェックメイト -クイーン・オブ・カトゥエ-』 - ミーラー・ナーイル
- The Rolling Stones Olé Olé Olé! : A Trip Across Latin America - ポール・ダグデイル
- 『ローズの秘密の頁』 - ジム・シェリダン
- 『スノーデン』 - オリバー・ストーン
- Strange Weather - キャサリン・ディークマン（英語版）
- 『人生はシネマティック!』 - ロネ・シェルフィグ
- A United Kingdom - アマ・アサンテ（英語版）

### スペシャル・プレゼンテーション
- 150 Milligrams - エマニュエル・ベルコ
- The Age of Shadows - キム・ジウン
- 『かごの中の瞳』 - マーク・フォースター
- American Honey - アンドレア・アーノルド
- 『アメリカン・バーニング』 - ユアン・マクレガー
- 『アシュラ』 - キム・ソンス（英語版）
- Barakah Meets Barakah - マムード・サバー（英語版）
- 『バリー』 - ヴィクラム・ガンディ
- Below Her Mouth - エイプリル・ミュレン
- 『バース・オブ・ザ・ドラゴン（英語版）』 - ジョージ・ノルフィ
- 『バース・オブ・ネイション』 - ネイト・パーカー
- 『ビニー/信じる男』 - ベン・ヤンガー（英語版）
- 『チャック 〜“ロッキー”になった男〜』 - フィリップ・ファラルドー
- 『ブルージェイ』 - アレックス・レーマン
- 『彼女が目覚めるその日まで』 - ジェラルド・バレット（英語版）
- Brimstone - マルティン・コールホーヴェン（英語版）
- BrOTHERHOOD - ノエル・クラーク
- Burn Your Maps - ジョーダン・ロバーツ（英語版）
- 『マイ・プレシャス・リスト』 - スーザン・ジョンソン（英語版）
- 『キャットファイト』 - オヌール・トゥケル（英語版）
- Christine - アントニオ・キャンポス
- City of Tiny Lights - ピート・トラヴィス
- The Commune - トマス・ヴィンターベア
- A Death in the Gunj - コーンコナー・セーン・シャルマー
- 『否定と肯定』 - ミック・ジャクソン
- The Duelist - Alexey Mzgirev
- 『エル ELLE』 - ポール・バーホーベン
- 『偽りの忠誠 ナチスが愛した女』 - デヴィッド・ルヴォー（英語版）
- Frantz - フランソワ・オゾン
- 『お嬢さん』 - パク・チャヌク
- 『淵に立つ』 - 深田晃司
- 『わたしは潘金蓮じゃない』 - 馮小剛
- 『わたしは、ダニエル・ブレイク』 - ケン・ローチ
- 『疑わしき戦い』 - ジェームズ・フランコ
- 『たかが世界の終わり』 - グザヴィエ・ドラン
- The Journey - ニック・ハム（英語版）
- King of the Dancehall - ニック・キャノン
- 『ラ・ラ・ランド』 - デミアン・チャゼル
- 『切り裂き魔ゴーレム』 - フアン・カルロス・メディナ（英語版）
- 『LION/ライオン 〜25年目のただいま〜』 - ガース・デイヴィス（英語版）
- 『マンチェスター・バイ・ザ・シー』 - ケネス・ロナーガン
- Mascots - クリストファー・ゲスト
- Maudie - アシュリング・ウォルシュ（英語版）
- Mean Dreams - ネイサン・モーランド（英語版）
- Neruda - パブロ・ラライン
- 『ノクターナル・アニマルズ』 - トム・フォード
- The Oath - バルタザール・コルマウクル
- Orphan - アルノー・デ・パリエール（英語版）
- 『ボンジュール、アン』 - エレノア・コッポラ
- 『パターソン』 - ジム・ジャームッシュ
- 『レディ・ガイ』 - ウォルター・ヒル
- 『セールスマン』 - アスガル・ファルハーディー
- Salt and Fire - ヴェルナー・ヘルツォーク
- 『SING/シング』 - ガース・ジェニングス
- Souvenir - バヴォ・ドフュルヌ
- 『未来よ こんにちは』 - ミア・ハンセン＝ラヴ
- 『ありがとう、トニ・エルドマン』 - マレン・アデ（英語版）
- 『アウトサイダーズ』 - アダム・スミス（英語版）
- 『ホワイト・ラバーズ（英語版）』 - キム・グエン
- 『ウーナ』 - ベネディクト・アンドリューズ（英語版）
- Unless - アラン・ギルセナン（英語版）
- 『ボヤージュ・オブ・タイム』 - テレンス・マリック
- The Wasted Times - 程耳
- Weirdos - ブルース・マクドナルド（英語版）
- 『ウィンドウ・ホーセズ』 - アン・マリー・フレミング （英語版）

### ミッドナイト・マッドネス
- 『ジェーン・ドウの解剖』 - アンドレ・ウーヴレダル
- The Belko Experiment - グレッグ・マクリーン（英語版）
- 『ブレア・ウィッチ』 - アダム・ウィンガード
- Dog Eat Dog - ポール・シュレイダー
- 『フリー・ファイヤー』 - ベン・ウィートリー
- 『ディストピア パンドラの少女』 - コーム・マッカーシー（英語版）
- Headshot - キモ・スタンボエル&ティモ・ジャイアント
- Rats - モーガン・スパーロック
- Raw - ジュリア・デュクルノー
- 『貞子vs伽椰子』 - 白石晃士

### マスターズ
- Anatomy of Violence - ディーパ・メータ
- We Can't Make the Same Mistake Twice - アラニス・オボンサウィン（英語版）

### ドキュメンタリー
- All Governments Lie: Truth, Deception and the Spirit of I. F. Stone - フレッド・ピーボディ
- Black Code  - ニコラス・ド・ペンシエ
- Giants of Africa - ヒューバート・デイヴィス（英語版）
- Mostly Sunny - ディリプ・メータ（英語版）
- The River of My Dreams - ブリジット・バーマン
- The Skyjacker's Tale - ジェイミー・カストナー（英語版）
- The Stairs - ヒュー・ギブソン

### コンテンポラリー・ワールド・シネマ
- A Decent Woman - ルーカス・バレンタ・リンナー
- After Love - ヨアヒム・ラフォーズ（英語版）
- The Animal’s Wife - ヴィクター・ガヴィリア（英語版）
- Apprentice - ブー・ジュンフェン（英語版）
- 『アクエリアス』 - クレベール・メンドンサ・フィリオ
- Ayiti Mon Amour - Guetty Felin
- Blindness - リシャルト・ブガイスキ（英語版）
- Boundaries - クロエ・ロビショウ（英語版）
- Brooks, Meadows And Lovely Faces - ユースリ・ナスラッラー（英語版）
- 『サラエヴォの銃声』 - ダニス・タノヴィッチ
- Ember - ゼキ・デミルクブズ（英語版）
- 『フィクサー』 - アドリアン・シタル（英語版）
- Handsome Devil - ジョン・バトラー
- 『ヘヴン・ウィル・ウェイト』 - マリー＝カスティーユ・マンシヨン＝シャール
- In Between - マイサロン・ハモンド
- Indivisible - エドアルド・デ・アンジェリス
- Marie Curie, The Courage Of Knowledge - マリー・ノエル
- Mister Universo - Tizza Covi&Rainer Frimmel
- Past Life - アヴィ・ネッシャー（英語版）
- The Patriarch - リー・タマホリ
- Pyromaniac - エリック・ショルビャルグ（英語版）
- The Rehearsal - アリソン・マクリーン（英語版）
- The Road To Mandalay - ミディ・ジー（英語版）
- Santa & Andres - カルロス・レチュー
- Tamara And The Ladybug - Lucía Carreras
- Tereddut (Clair-Obscur) - イェスイム・ウスタオウル（英語版）
- Tramps - アダム・レオン
- Vaya - アキン・オモトソ
- We Are Never Alone - Petr Vaclav
- The Wedding Ring - Rahmatou Keïta
- White Sun - Deepak Rauniyar
- The Women’s Balcony - Emil Ben Shimon
- X Quinientos - フアン・アンドレス・アランゴ
- Zoology - Ivan I. Tverdovsky

### ヴァンガード
- 『マッドタウン』 - アナ・リリー・アミールポアー
- Blind Sun - ジョイス・A・ナシャワティ
- Buster's Mal Heart - サラ・アディナ・スミス
- 『シンクロナイズドモンスター』 - ナチョ・ビガロンド
- Godspeed - チョン・モンホン（英語版）
- I Am the Pretty Thing That Lives in the House - オズ・パーキンス（英語版）
- Interchange - デイン・イスカンダー・セッド
- Message from the King - ファブリス・ドゥ・ヴェルツ（英語版）
- My Entire High School Sinking Into the Sea - ダッシュ・ショウ（英語版）
- Nelly - アンヌ・エモン（英語版）
- Prevenge - アリス・ロウ（英語版）
- The Untamed - アマト・エスカランテ
- Without Name - ローカン・フィネガン

### デイスカヴァリー
- ARQ - トニー・エリオット
- Hello Destroyer - ケヴァン・ファンク
- Jean of the Joneses - ステラ・メギー
- 『グッバイ、ケイティ』 - ウェネィ・ロバーツ
- Old Stone - ジョニー・マ
- Prank - ヴィンセント・バイロン
- Werewolf - アシュレイ・マッケンジー

### プラットフォーム
- 『ダゲレオタイプの女』 - 黒沢清
- Goldstone - アイヴァン・セン（英語版）
- Heal the Living - カテル・キレヴェレ（英語版）
- Hema Hema: Sing Me a Song While I Wait - ケンツェ・ノルブ（英語版）
- Home - フィーン・トローチ（英語版）
- 『ジャッキー/ファーストレディ 最後の使命』 - パブロ・ラライン
- Lady Macbeth - ウィリアム・オルドロイド
- Layla M. - マイケ・デ・ヨング
- Searchers - ザカリアス・クヌク（英語版）&ナタール・ウンガラーク（英語版）
- 『ムーンライト』 - バリー・ジェンキンス
- 『ノクトラマ/夜行少年たち』 - ベルトラン・ボネロ
- Those Who Make Revolution Halfway Only Dig Their Own Graves - マチュー・デニス&サイモン・ラヴォア

### プライムタイム
- Nirvanna the Band the Show - マット・ジョンソン&ジェイ・マッキャロル